# Tug Fork River
Tug Fork River (tudi Tug Fork in Tug Fork of the Big Sandy River) je ena daljših rek v ZDA in je ena od pritokov Big Sandy River. 248 km dolga reka izvira na jugozahodu ameriške zvezne države Zahodna Virginija, nakar je 6,4 km mejna reka med Zahodno Virginijo in Virginijo, nato pa še mejna reka med Virginijo in Kentuckyjem.
Pri Louisi se izlije v Big Sandy.